# Jarosław Rodzewicz
Jarosław Andrzej Rodzewicz (ur. 11 maja 1973 w Gdyni) – polski florecista, srebrny medalista olimpijski i brązowy medalista mistrzostw świata.
Występował w barwach AZS AWF Gdańsk. W 1998 wywalczył indywidualny tytuł mistrza Polski. 
Wziął udział w igrzyskach olimpijskich w Atlancie w 1996 roku, wspólnie z Adamem Krzesińskim, Piotrem Kiełpikowskim i Ryszardem Sobczakiem wywalczył srebrny medal drużynowo. Rodzewicz nie znajdował się pierwotnie w składzie drużyny florecistów i pozostał w kraju jako rezerwowy. Wobec kontuzji Piotra Kiełpikowskiego został wezwany do Stanów Zjednoczonych. Był to jego jedyny start olimpijski. 
Wywalczył ponadto brązowy medal w zawodach drużynowych na mistrzostwach świata w Hadze w 1995 roku, gdzie startował razem z Sobczakiem, Kiełpikowskim i Krzesińskim.